# 0号室の客
『0号室の客』（ゼロごうしつのきゃく）は、フジテレビ系列で2009年10月24日（23日深夜）から2010年3月20日（19日深夜）まで放送されていたオムニバス形式のテレビドラマ。
爪や髪など自分の遺伝子を入れると人間としての点数がわかるという"エアシューター"を備えた東京の一画にある不思議な洋館風ホテル「HOTELPOINT」の"0号室"を訪れるさまざまな事情を抱えた人々を6つのストーリーで描く。ジャニーズ事務所所属のタレントが月替わりで主演をつとめ、全体を通して関ジャニ∞の横山裕がホテルの支配人・椎名として登場し、ストーリーテラーをつとめる。また、単なるオムニバスドラマではなく、一度登場したキャラクターが別の話にまた登場するなど、ストーリー同士がシンクロする部分もある。
2010年11月にFifth Story「戦わない男」のネクストストーリーが同じ出演者で舞台化された。

## 各話リスト

### First Story 憧れの男
2009年10月23日 - 11月13日（全4話）。主演は大野智。
弘行
演 - 大野智
エリートサラリーマン。美幸と付き合っているが、自分とは釣り合わないと思い、別れを切り出そうと美幸と共に「HOTEL POINT」の0号室を訪れた。
美幸
演 - 田中美保
高校を中退した元レディースのキャバクラ嬢。弘行に惚れ込んでいるが、自分がなぜ0号室に連れて来られたのかを知らない。
城田
演 - 城島茂

#### 放送リスト
| 各話 | 放送日         | サブタイトル   |
| ---- | -------------- | -------------- |
| 1    | 2009年10月23日 | 釣り合わない女 |
| 2    | 2009年10月30日 | es             |
| 3    | 2009年11月6日  | 逆転           |
| 4    | 2009年11月13日 | 旅立ち         |

#### スタッフ
- 脚本：石原健次[5]
- 演出：白石和彌[5]
- 音楽：高田暁

### Second Story 才能のある男
2009年11月21日 - 12月5日（全3話）。丸山隆平と安田章大のW主演。
修
演 - 丸山隆平
「日本漫才王座決定戦」で優勝したお笑いコンビ・トリプルダイナマイトのメンバー。ツッコミ担当。
淳
演 - 安田章大
修の相方。ボケ担当。
時任
演 - 彦摩呂
トリプルダイナマイトを「日本漫才王座決定戦」で優勝させた人物。

#### 放送リスト
| 各話  | 放送日         | サブタイトル |
| ----- | -------------- | ------------ |
| 第1話 | 2009年11月21日 | 相方         |
| 第2話 | 2009年11月28日 | 亀裂         |
| 第3話 | 2009年12月5日  | 裏切り       |

#### スタッフ
- 脚本：石原健次
- 演出：渡辺琢[5]
- 音楽：高田暁

### Third Story 完璧な男
2009年12月11日 - 25日（全3話）。主演は加藤成亮。
矢崎
演 - 加藤成亮
若き天才医師。
花蓮
演 - 森迫永依
矢崎の患者。不治の病を患っている。
好美
演 - 貫地谷しほり
城田
演 - 城島茂

#### 放送リスト
| 各話 | 放送日         | サブタイトル     |
| ---- | -------------- | ---------------- |
| 1    | 2009年12月11日 | 天才医師と女の子 |
| 2    | 2009年12月18日 | 運命             |
| 3    | 2009年12月25日 | 未来             |

#### スタッフ
- 脚本：石原健次
- 演出：直 (choku)[5]
- 音楽：高田暁

### Fourth Story 追い詰められた男
2010年1月9日 - 1月30日（全4話）。主演は村上信五。
嵐山
演 - 村上信五
チンピラ。
服部
演 - 池内博之
嵐山の兄貴分。
鬼頭
演 - 小木茂光
暴力のみでのし上がった伝説の若頭。

#### 放送リスト
| 各話  | 放送日        | サブタイトル     |
| ----- | ------------- | ---------------- |
| 第1話 | 2010年1月9日  | 伝説             |
| 第2話 | 2010年1月16日 | 減点             |
| 第3話 | 2010年1月23日 | かけがえのない人 |
| 第4話 | 2010年1月30日 | 裏切り者         |

#### スタッフ
- 脚本：オークラ[5]
- 演出：大森美香[5]
- 音楽：高田暁

### Fifth Story 戦わない男
2010年2月5日 - 19日（全3話）。主演は小山慶一郎。
重人
演 - 小山慶一郎
一流大学出身だが就職活動に失敗したニート。キングを崇拝している。
キング
演 - 安藤聖
ネット界のカリスマ。

#### 放送リスト
| 各話 | 放送日        | サブタイトル |
| ---- | ------------- | ------------ |
| 1    | 2010年2月5日  | KING         |
| 2    | 2010年2月12日 | 勝負         |
| 3    | 2010年2月19日 | 初心         |

#### スタッフ
- 脚本：オークラ[5]
- 演出：松居大悟[5]
- 音楽：高田暁

### Last Story ロックな男
2010年2月26日 - 3月19日（全5話）。主演は城島茂。
城田
演 - 城島茂
「HOTELPOINT」に通い詰める謎の男。
奈美
演 - 南果歩
城田の最愛の妻。
その他
武田真治、甲本雅裕、河原さぶ

#### 放送リスト
| 各話       | 放送日        | サブタイトル |
| ---------- | ------------- | ------------ |
| プロローグ | 2010年2月26日 | 怪しい男     |
| 1          | 2010年3月5日  | 影           |
| 2          | 2010年3月12日 | ルール       |
| 3          | 2010年3月19日 | パンサー     |
| 最終話     | 2010年3月19日 | ごめんなさい |

#### スタッフ
- 脚本：石原健次
- 演出：松岡昌宏[5]
- 音楽：高田暁

## 主題歌
- 嵐 「時計じかけのアンブレラ」 First story～Fourth story
- TOKIO 「CRY FOR THE MOON」 Fifth story～Last Story

## DVD
- 0号室の客 DVD-BOX 1（2010年3月10日発売）／9450円〔tax in〕
- 0号室の客 DVD-BOX 2（2010年6月9日発売）／9450円〔tax in〕

## 放送局
| 放送地域   | 放送局                | 放送期間                       | 放送時間                 | 備考                                   |
| ---------- | --------------------- | ------------------------------ | ------------------------ | -------------------------------------- |
| 関東広域圏 | フジテレビ（CX）      | 2009年10月23日 - 2010年3月19日 | 金曜 25時05分 - 25時20分 | 制作局                                 |
| 新潟県     | 新潟総合テレビ（NST） | 2009年11月3日 -                | 火曜 25時35分 - 25時50分 |                                        |
| 石川県     | 石川テレビ（ITC）     | 2009年11月8日 -                | 日曜 24時25分 - 24時40分 |                                        |
| 福岡県     | テレビ西日本（TNC）   | 2010年1月13日 -                | 水曜 24時35分 - 24時50分 | Third Storyより （それ以前は下記参照） |

また、以下の放送局では、ストーリーごとに纏めた形で単発放送されている。
| 放送地域   | 放送局                    | 放送エピソード                | 放送日                     | 放送時間                                          | 備考                        |
| ---------- | ------------------------- | ----------------------------- | -------------------------- | ------------------------------------------------- | --------------------------- |
| 大分県     | テレビ大分（TOS）         | First Story 憧れの男          | 2009年11月19日             | 木曜 15時00分 - 16時00分                          |                             |
| 大分県     | テレビ大分（TOS）         | Second Story 才能のある男     | 2009年12月24日             | 木曜 17時10分 - 17時53分                          |                             |
| 中京広域圏 | 東海テレビ（THK）         | First Story 憧れの男          | 2009年11月23日             | 月曜 24時40分 - 25時46分                          |                             |
| 中京広域圏 | 東海テレビ（THK）         | Second Story 才能のある男     | 2010年1月7日               | 木曜 25時05分 - 25時55分                          |                             |
| 中京広域圏 | 東海テレビ（THK）         | Third Story 完璧な男          | 2010年2月21日              | 日曜 24時35分 - 25時20分                          |                             |
| 中京広域圏 | 東海テレビ（THK）         | Fifth Story 戦わない男        | 2010年3月15日              | 月曜 24時40分 - 25時25分                          |                             |
| 中京広域圏 | 東海テレビ（THK）         | Last Story ロックな男         | 2010年3月29日              | 月曜 24時40分 - 25時55分                          |                             |
| 宮崎県     | テレビ宮崎（UMK）         | First Story 憧れの男          | 2009年12月19日             | 土曜 23時50分 - 24時20分                          |                             |
| 宮崎県     | テレビ宮崎（UMK）         | First Story 憧れの男          | 2009年12月21日             | 月曜 22時54分 - 23時24分                          |                             |
| 熊本県     | テレビ熊本（TKU）         | First Story 憧れの男          | 2009年12月29日             | 火曜 14時05分 - 15時05分                          |                             |
| 熊本県     | テレビ熊本（TKU）         | Second Story 才能のある男     | 2010年1月16日              | 土曜 10時55分 - 11時40分                          |                             |
| 熊本県     | テレビ熊本（TKU）         | Third Story 完璧な男          | 2010年1月30日              | 土曜 25時05分 - 25時50分                          |                             |
| 熊本県     | テレビ熊本（TKU）         | Fourth Story 追い詰められた男 | 2010年2月21日              | 日曜 25時30分 - 26時30分                          |                             |
| 熊本県     | テレビ熊本（TKU）         | Fifth Story 戦わない男        | 2010年3月21日              | 日曜 25時30分 - 26時15分                          |                             |
| 熊本県     | テレビ熊本（TKU）         | Last Story ロックな男         | 2010年4月9日               | 金曜 26時20分 - 27時35分                          |                             |
| 高知県     | 高知さんさんテレビ（KSS） | First Story 憧れの男          | 2009年12月30日             | 水曜 25時30分 - 26時30分                          |                             |
| 高知県     | 高知さんさんテレビ（KSS） | Second Story 才能のある男     | 2010年1月17日              | 日曜 24時25分 - 25時10分                          |                             |
| 高知県     | 高知さんさんテレビ（KSS） | Third Story 完璧な男          | 2010年2月7日               | 日曜 24時25分 - 25時10分                          |                             |
| 高知県     | 高知さんさんテレビ（KSS） | Fourth Story 追い詰められた男 | 2010年3月7日               | 日曜 24時25分 - 25時25分                          |                             |
| 高知県     | 高知さんさんテレビ（KSS） | Fifth Story 戦わない男        | 2010年4月25日              | 日曜 24時25分 - 25時10分                          |                             |
| 高知県     | 高知さんさんテレビ（KSS） | Last Story ロックな男         | 2010年5月9日 2010年5月16日 | 日曜 26時50分 - 26時20分 日曜 25時35分 - 26時20分 |                             |
| 静岡県     | テレビ静岡（SUT）         | First Story 憧れの男          | 2009年12月31日             | 木曜 16時55分 - 17時55分                          |                             |
| 福岡県     | テレビ西日本（TNC）       | First Story 憧れの男          | 2009年12月31日             | 木曜 17時00分 - 18時00分                          | Third story 以降は 上記参照 |
| 福岡県     | テレビ西日本（TNC）       | Second Story 才能のある男     | 2010年1月9日               | 土曜 13時00分 - 13時45分                          | Third story 以降は 上記参照 |
| 山形県     | さくらんぼテレビ（SAY）   | First Story 憧れの男          | 2010年1月9日               | 土曜 14時00分 - 15時00分                          |                             |
| 山形県     | さくらんぼテレビ（SAY）   | Second Story 才能のある男     | 2010年1月10日              | 日曜 14時00分 - 14時45分                          |                             |
| 山形県     | さくらんぼテレビ（SAY）   | Third Story 完璧な男          | 2010年2月7日               | 日曜 14時00分 - 14時45分                          |                             |
| 山形県     | さくらんぼテレビ（SAY）   | Fourth Story 追い詰められた男 | 2010年3月14日              | 日曜 15時00分 - 16時00分                          |                             |
| 山形県     | さくらんぼテレビ（SAY）   | Fifth Story 戦わない男        | 2010年5月2日               | 日曜 14時00分 - 14時45分                          |                             |
| 山形県     | さくらんぼテレビ（SAY）   | Last Story ロックな男         | 2010年5月30日              | 日曜 13時00分 - 14時15分                          |                             |
| 北海道     | 北海道文化放送（UHB）     | First Story 憧れの男          | 2010年1月10日              | 日曜 25時10分 - 26時10分                          |                             |
| 沖縄県     | 沖縄テレビ（OTV）         | First Story 憧れの男          | 2010年1月2日               | 土曜 24時00分 - 25時00分                          |                             |
| 沖縄県     | 沖縄テレビ（OTV）         | Second Story 才能のある男     | 2010年3月7日               | 日曜 24時55分 - 25時40分                          |                             |
| 佐賀県     | サガテレビ（STS）         | First Story 憧れの男          | 2010年3月29日              | 月曜 24時35分 - 25時05分                          |                             |
| 佐賀県     | サガテレビ（STS）         | First Story 憧れの男          | 2010年3月30日              | 火曜 24時35分 - 25時05分                          |                             |
| 佐賀県     | サガテレビ（STS）         | Fourth Story 追い詰められた男 | 2010年3月31日              | 水曜 24時35分 - 25時05分                          |                             |
| 佐賀県     | サガテレビ（STS）         | Fourth Story 追い詰められた男 | 2010年4月1日               | 木曜 24時35分 - 25時05分                          |                             |

## 舞台
テレビドラマの第5話「Fifth Story 戦わない男」のその後の話が描かれ、『0号室の客〜帰ってきた男〜』のタイトルで2010年11月13日 - 12月5日に東京グローブ座、12月17日 - 20日にサンケイホールブリーゼで上演された。主演は小山慶一郎。元ひきこもりの重人とネット界のカリスマであるキングが0号室で再会するところからストーリーが始まり、ドラマ版よりもコメディ色が強くなっている。

### キャスト
- 大山重人 - 小山慶一郎[7][8]
- 美香 - 波瑠[10]
- キング - 安藤聖[8]
- ぼくもとさきこ
- 津村知与支
- 有川マコト
- 滝川 - 堀部圭亮[8][10]
- 横山裕（映像出演）[7]

### スタッフ
- 脚本 - 石原健次[8]
- 演出 - 松居大悟[8]